# مبنى صن
مبنى صن Sun Building (وتعرف أيضا بمبنى بالتيمور صن أو مبنىأميركان بنك) هي بناية تاريخية أمريكية. 

## الموقع
تقع في 1317 إف ستريت في نورثويست في واشنطن العاصمة. 

## التصميم والبناء
صممها ألفريد موليت وبينت من عام 1885 إلى 1887 على يد جون هاوليت. وبينت أساسا لتكون مكتب واشنطن لصحيفة بالتيمور صن. 
تكون المبنى من تسعة طوابق، وفيها مصاعد بخارية، استبدلت بهيردوليكية عام 1909 واستبدلت بكهربائية عام 1922. 

## المستأجرين لها
ثم تم تغييرها لتتبع أميركان بنك على يد ستانلي سيمونز في عام 19904. وأضيف الطابق التاسع ليكون غرفة استماع للجنة التجارة بين الولايات. 
ومن المستأجرين للبناية كانوا لجنة التجارة بين الولايات، شركة وودرو ويلسون للمحاماة، دانييل سي روبر، والمكتب الفيدرالي للتحقيقات (إف بي آي). 

## السجل الوطني للأماكن التاريخية
أدرجت بناية صن إلى السجل الوطني للأبنية التاريخية في السابع والعشرين من مارس 1985. 

## قيمة المبنى المالية
وفي عام 2009 قدرت قيمة المبنى المالية بحوالي 14 مليون دولار أمريكي. 